# Johann Samuel Drese

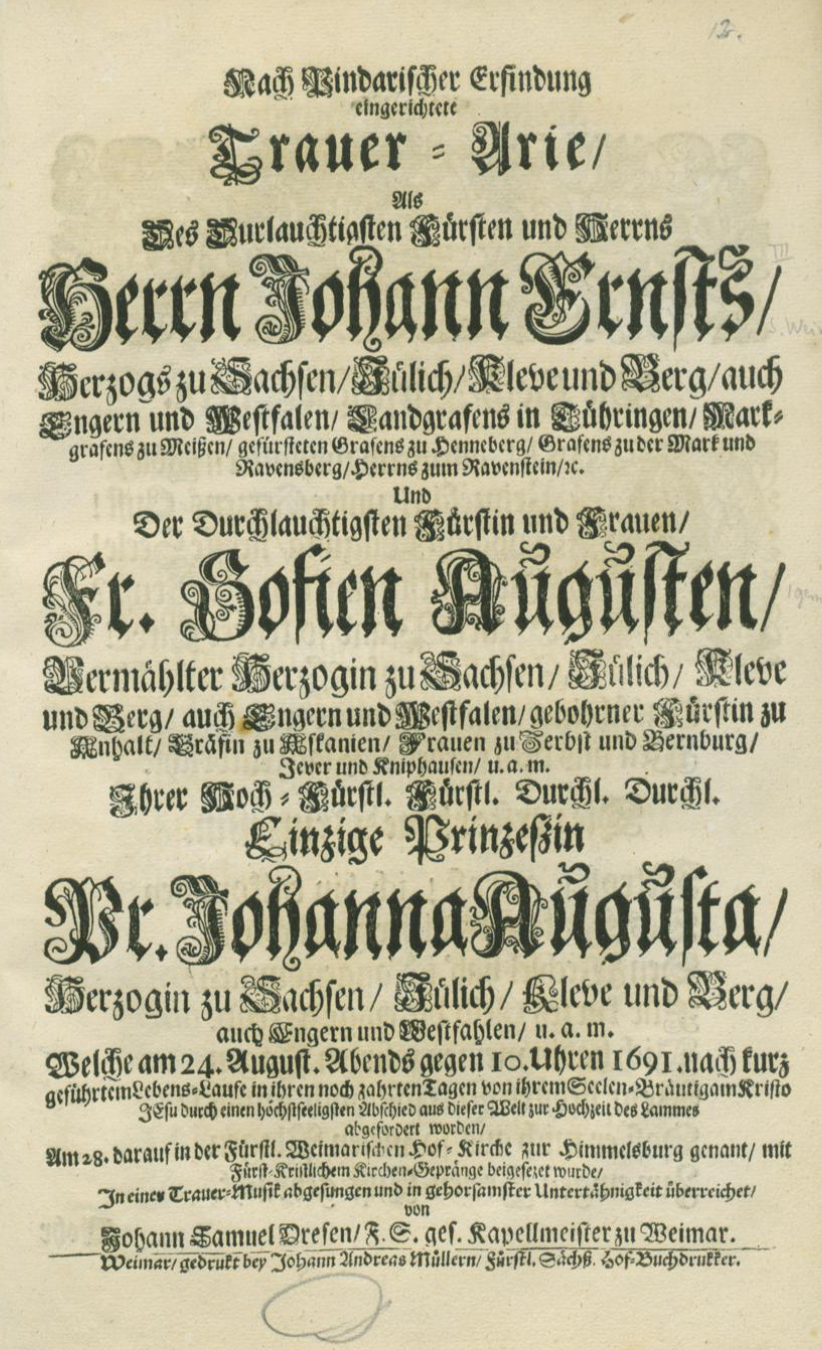
Titelblatt des Textheftes der Trauerarie für Johanna Augusta von Sachsen-Weimar von Johann Samuel Drese (1691)

Johann Samuel Drese (* 1644 in Weimar; † 1. Dezember 1716 ebenda) war ein deutscher Organist und Kapellmeister.

## Leben
Johann Samuel Drese erlernte sein Handwerk anfangs bei seinem Cousin Adam Drese. Danach wirkte er bis zum Tod Herzog Bernhards im Jahre 1678 als Hoforganist am Hof von Jena. Darauf erfolgte eine Anstellung am Hof von Weimar, die 1683 in der Ernennung zum Hofkapellmeister mündete. Er wirkte als musikalischer Leiter, als Johann Sebastian Bach von 1708 bis 1717 Organist und Konzertmeister am Weimarer Hof war. Vor Bach unterstützte ihn 1695 bis 1704 Georg Christoph Strattner als Vizekapellmeister. Seit seiner Ernennung zum Konzertmeister 1714 hatte Bach zur Entlastung des kränkelnden Drese vierwöchentlich eine Kantate zu komponieren und aufzuführen. In Bachs Bestellung wurde bestimmt, dass er
... in Abwesenheit des jetzigen Capellmeisters Johann Samuel Dresens oder wann derselbe seiner bekannten Leibesbeschwerung halber nicht fortkommen könne, jederzeit bei der gesammten Capelle dirigiren solle, und auf solchem Fall in gedachten Dresens Hause die gewöhnliche Probirstund halten, wie nicht weniger alle Zeit den vierten Sonntag in der fürstlichen Schloßkirche ein Stück von seiner eignen Composition unter seiner Direction aufführen, auch jederzeit, er möge dirigiren oder nicht, den Tenor singen ...
Bachs Bezüge waren trotz seiner niedrigeren Stellung höher als jene Dreses, er erhielt 250 fl und Drese nur 200 fl.
Drese hinterließ Kirchenkantaten (deren Texte größtenteils Salomon Franck schrieb), mehrere Opern in Manuskripten und schrieb Musik für Cembalo sowie verschiedene Motetten. Er war seit 1671 mit einer Weimarerin verheiratet.
Sein Sohn Johann Wilhelm Drese (am 8. Juli 1677 in Jena getauft; † 25. Juni 1745 in Erfurt), seit 1704 Vizekapellmeister der Kapelle, war ebenfalls Komponist und trat die Nachfolge seines Vaters als Hofmusikdirektor an, als dieser am 1. Dezember 1716 starb.
Nachdem die Position des Hofmusikdirektors an Johann Wilhelm Drese übergeben wurde, war Bach, der diese Position seit langem angestrebt hatte, über die Entscheidung sehr verärgert. Deshalb nahm Bach ohne Genehmigung des Herzogs Wilhelm Ernst von Sachsen-Weimar im August 1717 ein Angebot von Fürst Leopold von Köthen an, um als Hofkapellmeister nach Köthen zu gehen, und verließ Weimar in Ungnade im Dezember, nachdem ihn zur Strafe der Weimarer Herzog vier Wochen in Haft genommen hatte.

## Werke
- Einweihungsmusik für die Dorfkirche Taupadel Danket Gott, ihr Menschenkinder; So wird nun abermahl dein Reich vermehret. (2 Arien für Alt und Basso continuo mit Symphonie und Ritornellen), 1680.[4]
- Nach Pindarischer Erfindung eingerichtete Trauer-Arie/ Als Des Durlauchtigsten Fürsten und Herrns Herrn Johann Ernsts/ Herzogs zu Sachsen/ Jülich/ Kleve und Berg ... Und Der Durchlauchtigsten Fürstin und Frauen/ Fr. Sofien Augusten/ Vermählter Herzogin zu Sachsen/ Jülich/ Kleve und Berg ... Ihrer Hoch-Fürstl. Durchl. Durchl. Einzige Prinzeßin Pr. Johanna Augusta/ Herzogin zu Sachsen/ Jülich/ Kleve und Berg ... Welche am 24. August. Abends gegen 10. Uhren 1691. nach kurz geführtem Lebens-Laufe in ihren zahrten Tagen von ihrem Seelen-Bräutigam Kristo Jesu ... abgefordert worden/ Am 28. darauf in der Fürstl. Weimarischen Hof-Kirche zur Himmelsburg genant ... In einer Trauer-Musik abgesungen und ... überreichet/ von Johann Samuel Dresen/ F. S. ges. Kapellmeister zu Weimar. Weimar 1691.[5]
- Die Wiederkehrende güldne Zeit/ Bei Des Durchlauchtigsten Fürsten und Herrn Herrn Wilhelm Ernsts/ Herzogs zu Sachsen/ Jülich/ Kleve und Berg/ ... Am 19. Weinmonats-Tage des 1691sten Jahres ... Zum dreisigsten mahle ... erschienenen Gebuhrts-Feste/ ... in nachgesezter Arie mit musikalischer Ausarbeitung ... / vorgestellet Von Johann Samuel Dresen/ Fuerstl. Saechs. ges. Weimar. Kapellmeister. Weimar 1691.[6]
- Höret auf um mich zu klagen. (Arie, Trauermusik)
- Nun danket alle Gott der große Dinge tut. (Kantate in C-Dur)
- Gott ist unser' Zuversicht. (Kantate in g-Moll)